# Chlorurus strongylocephalus
Chlorurus strongylocephalus là một loài cá biển thuộc chi Chlorurus trong họ Cá mó. Loài này được mô tả lần đầu tiên vào năm 1855.

## Từ nguyên
Từ định danh của loài được ghép bởi hai từ trong tiếng Hy Lạp cổ đại: strongýlos (στρογγύλος, "tròn") và kephalus (κεφάλιον, "đầu"), hàm ý đề cập đến phần đầu được bo tròn của chúng.

## Phạm vi phân bố và môi trường sống
C. strongylocephalus có phạm vi phân bố rộng rãi ở Ấn Độ Dương. Từ bờ biển phía nam của cả Oman và Yemen, loài này được ghi nhận dọc theo bờ biển Đông Phi về phía nam đến Mozambique, bao gồm Madagascar và các đảo quốc xung quanh; từ bờ biển phía nam Ấn Độ trải dài đến Maldives, Sri Lanka và quần đảo Chagos; từ bờ biển Andaman thuộc Myanmar và Thái Lan trải dài xuống bờ tây–nam của đảo Sumatra và Java (Indonesia), cũng như quần đảo Cocos (Keeling) và đảo Giáng Sinh (Úc).
C. strongylocephalus sống gần các rạn san hô viền bờ và rạn san hô trong các đầm phá ở độ sâu đến ít nhất là 35 m.

## Phân loại học
C. strongylocephalus và Chlorurus microrhinos trước đây được xem là một biến thể kiểu hình của Chlorurus gibbus, loài đặc hữu của Biển Đỏ. Cả ba được xếp vào nhóm phức hợp loài vì có kiểu hình khá giống nhau ở cá đực.

## Mô tả
C. strongylocephalus có chiều dài cơ thể tối đa được biết đến là 70 cm. C. strongylocephalus có thân thuôn dài, hình bầu dục. Vây đuôi lõm ở cá trưởng thành. Cá đực lớn có thùy đuôi dài và bướu ở trán. Chúng là một loài dị hình giới tính.
Cá đực có màu xanh lục lam với các vạch màu hồng tím trên vảy. Từ môi trên có một vệt màu xanh lục kéo dài lên mắt; sau mắt còn có thêm các vệt cùng màu. Vùng má bên dưới vệt xanh lục này có màu vàng lục.
Cá mái có màu vàng lục ở lưng và thân trên, ửng đỏ ở hai bên thân và bụng. Quanh miệng có các vệt màu xanh lục lam. Đuôi có màu vàng lục. Các vây có viền xanh sáng. Cá con màu nâu sẫm với các sọc ngang màu vàng nhạt như C. microrhinos.
C. strongylocephalus đực không có vệt màu xanh lam sáng như C. microrhinos, nhưng có màu vàng lục ở trên má, một đặc điểm không có ở C. gibbus.
Số gai vây lưng: 9; Số tia vây ở vây lưng: 10; Số gai vây hậu môn: 3; Số tia vây ở vây hậu môn: 9; Số tia vây ở vây ngực: 15–17.

## Sinh thái học
Thức ăn của C. strongylocephalus là tảo. Cá con thường sống đơn độc, còn cá trưởng thành có xu hướng hợp thành đàn. C. strongylocephalus được đánh bắt để làm thực phẩm.